# Galomaro
Galomaro, auch Cossé, ist eine ländliche Kleinstadt in Guinea-Bissau. Sie ist Sitz des gleichnamigen Sektors mit einer Fläche von 507 km² und 14.554 Einwohnern (Stand 2009), vornehmlich moslemische Fulbe und Mandinka.
Die Landschaft im Sektor Galomaro wird von Savanne geprägt.